# St. Oswald (Gemeinde Bad Kleinkirchheim)

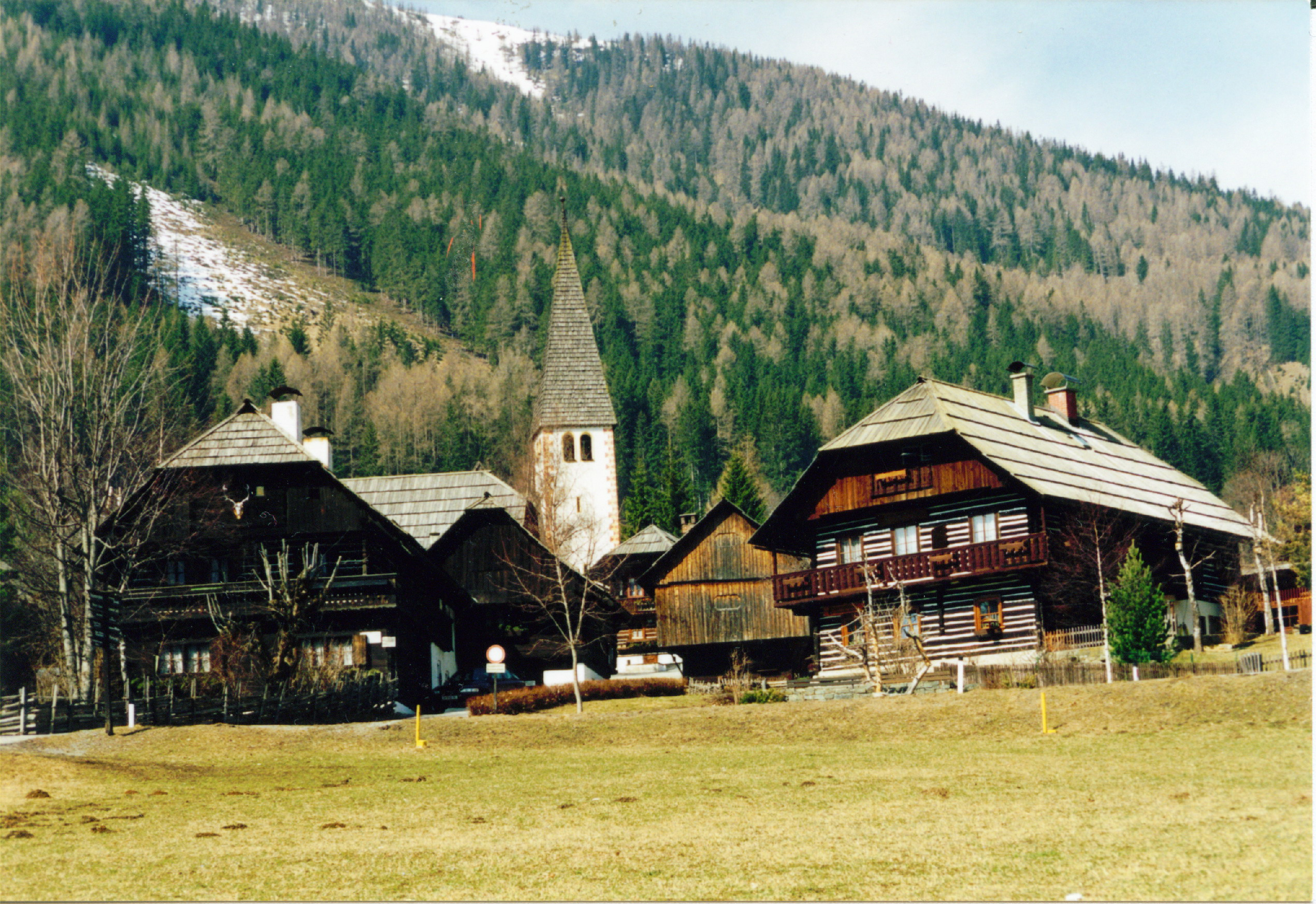
Pfarrkirche St. Oswald gegen Osten

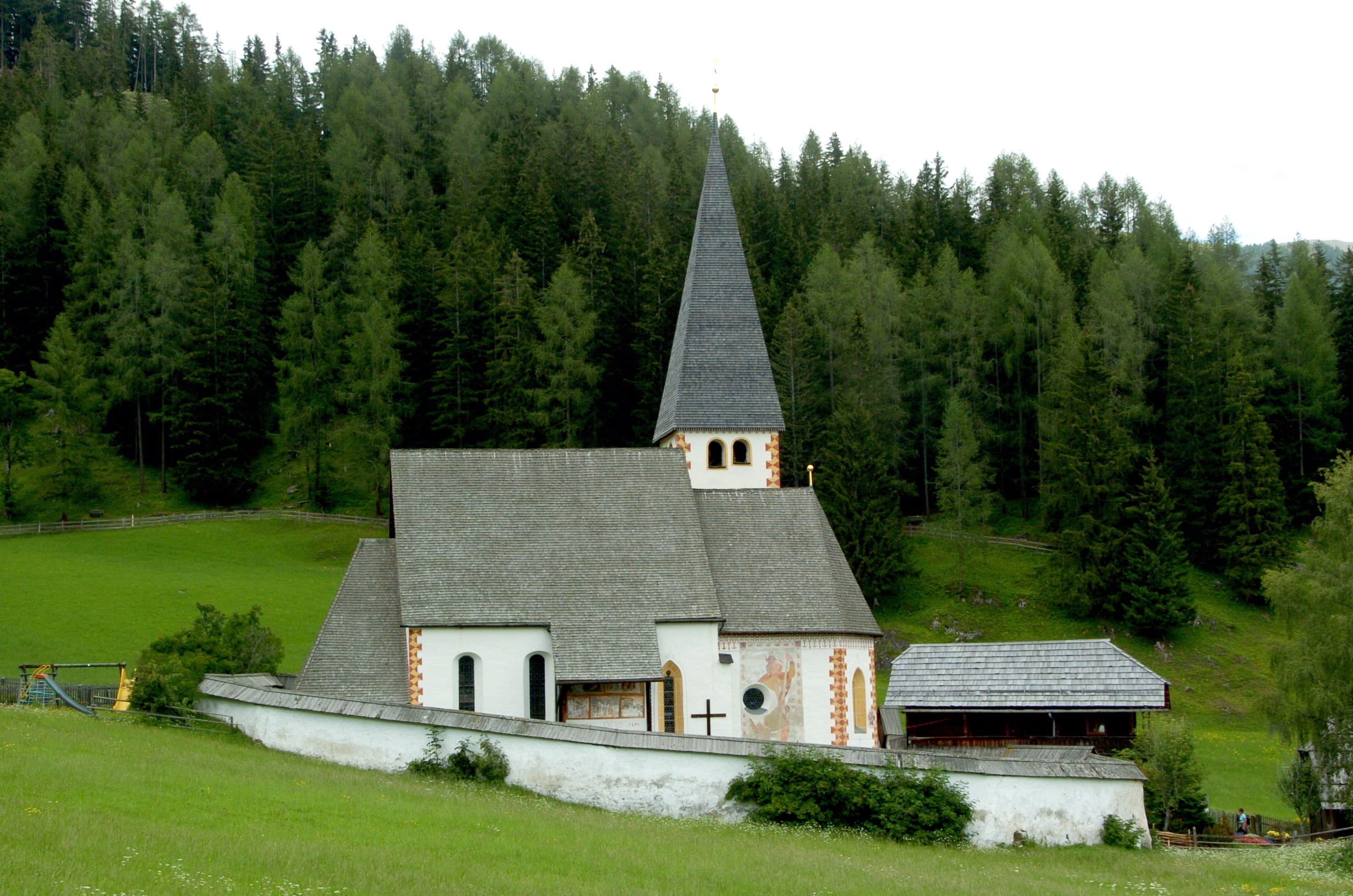
Pfarrkirche Sankt Oswald gegen Norden

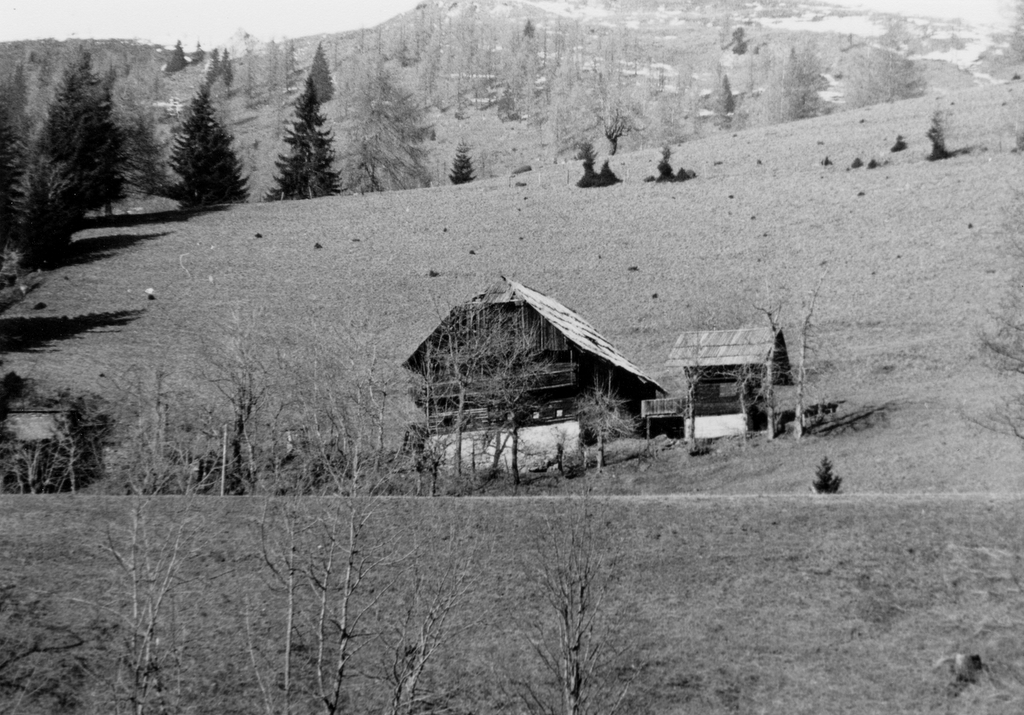
Leiter-Hof, die erste Hube von St. Oswald

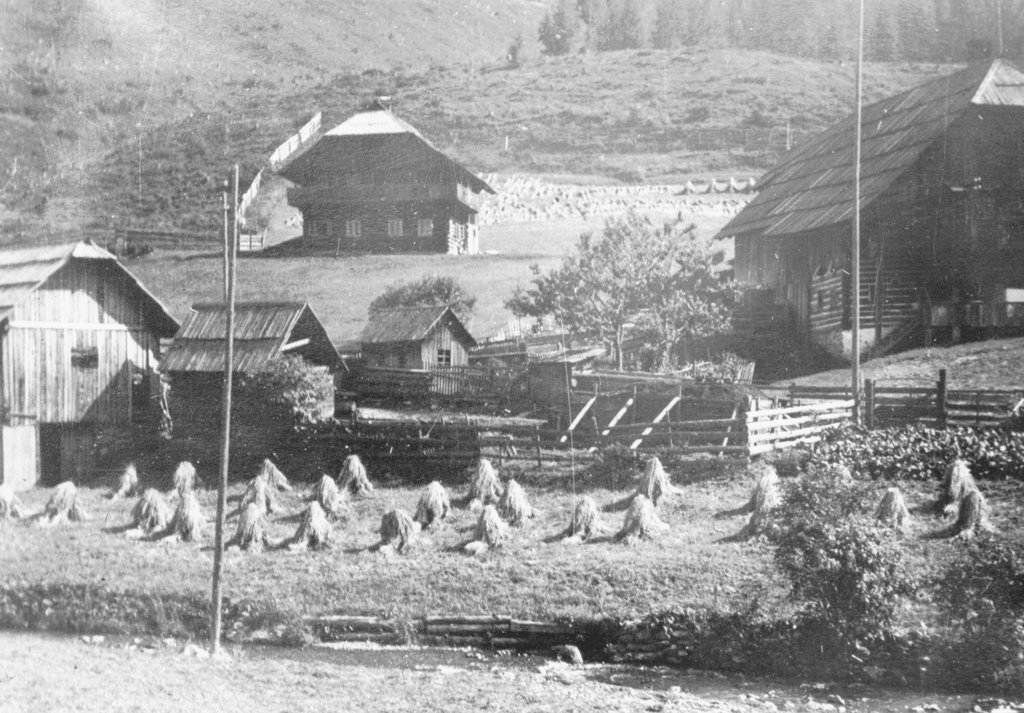
Alte Säge mit Schmiede, Schmied- und Gföllkeusche vor 1950

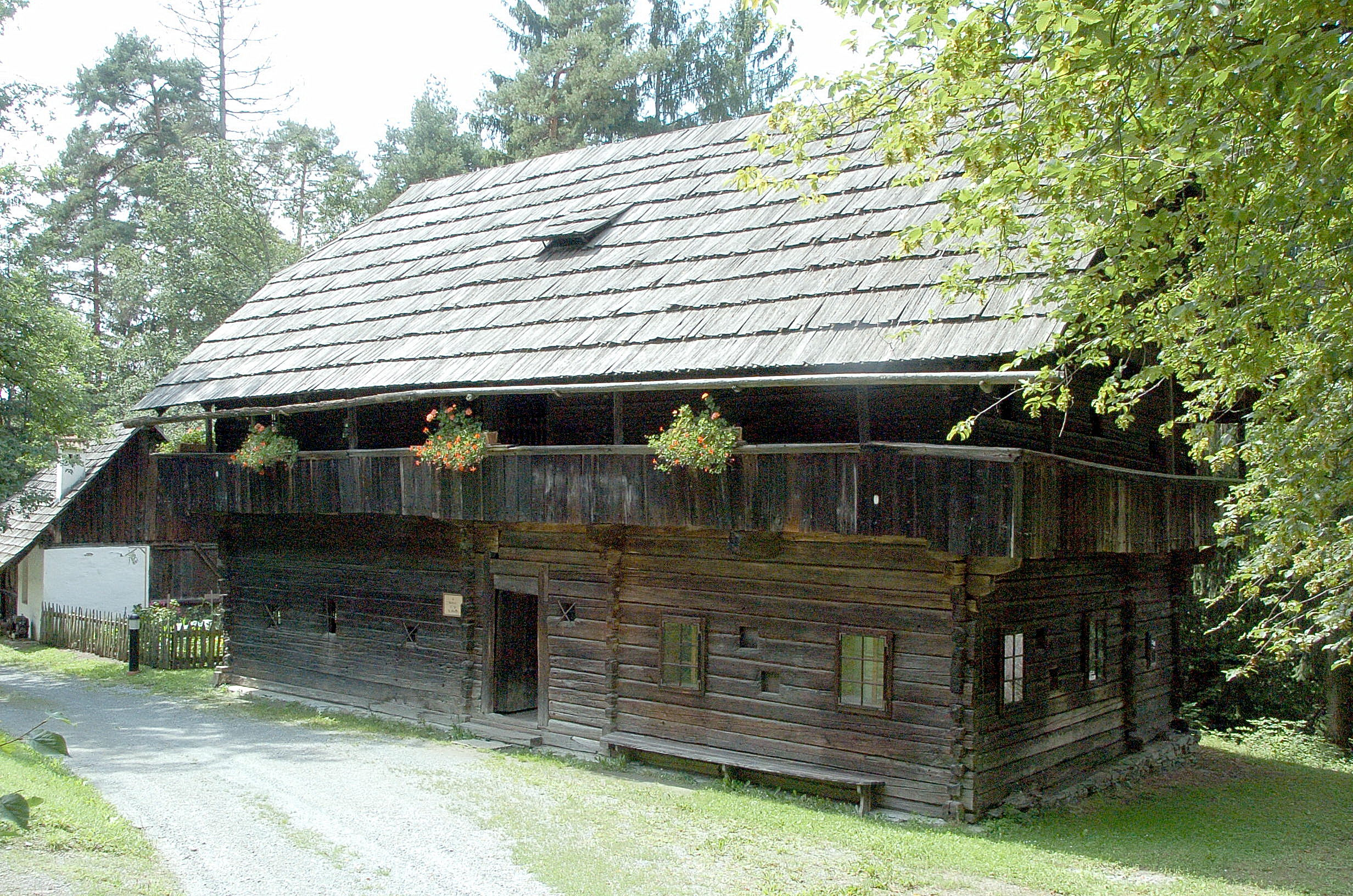
Bodner-Haus, 17. Jahrhundert (Freilichtmuseum Maria Saal)

St. Oswald ist ein Kirchdorf und eine Katastralgemeinde mit 151 Einwohnern (Stand 2025) in den Nockbergen (Gurktaler Alpen) in der Gemeinde Bad Kleinkirchheim im Bezirk Spittal an der Drau in Kärnten (Österreich).

## Geographie und Beschreibung
Das Dorf in 1319 m Seehöhe, das den Großteil der Ortschaft bildet, ist ausschließlich vom Hauptort der Gemeinde Bad Kleinkirchheim aus erreichbar. Der idyllisch gelegene heutige Fremdenverkehrsort galt schon in den 1920er Jahren als volkskundlich sehr interessant und ist entsprechend gut dokumentiert.
Das St. Oswalder Hochtal ist rund drei Kilometer lang und verläuft in nord-südlicher Richtung. Auf der östlichen Seite des nach Süden offenen Tals liegen folgende Berge: die Totelitzen, der Falkert und Steinnock, auf der westlichen Seite der Priedröf, Wiesernock, Mallnock und Klomnock. Fast alle diese Berge liegen im Biosphärenpark Salzburger Lungau und Kärntner Nockberge. Auf die Berge der westlichen Talseite (ca. 1900 m) führen zwei Bergbahnen, die Nockalmbahn und die Nationalparkbahn Brunnach.
Zur Ortschaft St. Oswald gehören außerdem einige Häuser nördlich von Mallnock und Klomnock, die vom Dorf St. Oswald aus mit Kraftfahrzeugen nur über die Nockalmstraße erreichbar sind, was einer Entfernung von etwa 30 Straßenkilometern entspricht.

## Geschichte
Das Gebiet um das heutige St. Oswald war noch im 12. Jahrhundert unbewohnt. Um das Jahr 1000 ist es als Besitz der Kirche von Mariapfarr, der Mutterkirche des Lungaus, nachweisbar. Im Jahr 1197 kam das dicht bewaldete Tal „apud Chirchem“, also oberhalb Kirchheims, durch einen Gütertausch mit dem Erzbistum Salzburg in den Besitz des Millstätter Klosters, was 1207 von Papst Innozenz bestätigt wurde. Der Mönchskonvent ließ Teile des Waldes roden und schickte Siedler in das Tal, die es in Huben und Schwaighöfen bewirtschafteten. Das älteste erhaltene Millstätter Urbar registrierte im Jahr 1470 in Sankt Oswald 1 Hube und 26 Schwaigen.
Eine dem heiligen Oswald geweihte Kapelle wurde erstmals 1197 erwähnt, eine Kirche am 8. Juni 1267. Die heutige gotische Kirche wurde um 1554 errichtet. Bis zum Beginn des 20. Jahrhunderts lebte die Bevölkerung fast ausschließlich von der Landwirtschaft. Wie auch sonst im Umland von Radenthein war das 1908 errichtete Werk der Österreichisch-Amerikanischen Magnesit AG (heute RHI AG) ein wichtiger Arbeitgeber.
Die den Ort heute prägende touristische Infrastruktur entwickelte sich in St. Oswald vor allem in den Jahrzehnten nach dem Zweiten Weltkrieg. 1962 wurde nach Plänen von Pretterebner die seinerzeit modernsten Einzel-Sesselliftanlagen in Kärnten, Brunnach I und II, gebaut; diese wurden 2001 als 8-er Kabinenbahn unter dem Namen Nationalparkbahn Brunnach (heute Biosphärenparkbahn Brunnach) neu errichtet. Das in den 1960er und 1970er Jahren noch überwiegende Angebot von privaten Zimmervermietern wurde allmählich immer mehr von Ferienwohnungen gewerblicher Anbieter und Hotels verdrängt. Um 1980 entstanden in St. Oswald mit Oberkirchleiten und Unterkirchleiten zwei große Feriendörfer mit insgesamt über 700 Betten, neben einer ähnlichen Anlage am Faaker See und dem Robinsonklub auf dem Nassfeld zählen diese zu den ersten Anlagen dieser Art in Kärnten.

### Volkskundliche Forschung
Bereits ab 1924 machte der Volkskundler Oswin Moro (1895–1941) unzählige handschriftliche Aufzeichnungen speziell über die Arbeitstechniken der Bergbauern, fotografierte und fertigte Skizzen an und analysierte Bau und Funktion der Höfe. Er beobachte Sitte, Brauchtum und alle übrigen Äußerungen der Volksseele. Am 9. September 1950 wurde als Würdigung für seine volkskundliche Arbeit in St. Oswald im Rahmen der 5. Österreichischen Volkskundetagung eine Gedenktafel enthüllt. Moro war darüber hinaus an der Gründung der volkskundlichen Abteilung des Landesmuseums für Kärnten in Klagenfurt maßgeblich beteiligt und initiierte den Transfer des Bodner-Hauses in das Freilichtmuseum Maria Saal. In den 1970er Jahren wurden die erhalten Höfe von Albrecht Wendel detailliert erfasst. 1988 wurde zwischen der St. Kathrein-Kirche in Bach (Kleinkirchheim) und der Kirche in St. Oswald ein Kulturwanderweg angelegt, der entlang von neun volkskundlich interessante Gebäude führt. Neben den Kirchen ist das der Trattler-Brennofen, die Trattnig-Mühle, die Tscherner Säge-Mühle, die Bartlsepp-Sagler-Keusche, die Oswaldi-Kapelle, die Egarter-Mühle sowie die St. Oswalder Schmiede, Säge und Mühle.

### Handwerk – Hinteregger Säge und Schmiede
Im Gemeindegebiet gab es in früherer Zeit viele Gewerbe- und Handwerksbetriebe. Die Säge und Schmiede in St. Oswald wurden am 15. Januar 1565 erstmals urkundlich erwähnt, als ein gewisser Oswald Gasser eine Säge und Grundstück zur Errichtung einer Schmiede an der ersten Oswalder Schmied Hans Hinteregger verkaufte. Das Recht zum Betreiben der Säge bestand damals schon, während das Recht zum Ausüben des Schmiedehandwerkes erst im Jahre 1566 offiziell verliehen wurde. Nachdem von den Siedlern in den Jahrhunderten zuvor das Land urbar gemacht worden war, war anfangs die Säge der wichtigere Betrieb, da viel Holz für die Errichtung der Häuser, Blochstadel und Ringhöfe erforderlich war. Ab dem Ende des 18. Jahrhunderts kam der Schmiede größere Bedeutung zu als der Säge. In den vergangenen mehr als vier Jahrhunderten – die Schmiede besteht nun seit mehr als 440 Jahre und ist immer noch im Besitz derselben Familie – waren die Anforderungen sehr vielfältig. Anfangs lag der Schwerpunkt auf der Huf- und Wagenschmiede, aber auch Pflüge und Werkzeuge wurden für die Bauern und Handwerker der Umgebung hergestellt. Nach dem Ersten Weltkrieg verlagerte sich das Geschäft mehr und mehr auf die Werkzeugschmiederei. Aus diesem Grund wurde die Schmiede mit einem Schwanzhammer und einer 830 kg schweren Schawotte ausgestattet. Die St. Oswalder Schmiede war als Zeug- und Bohrerschmiede weitum bekannt. Die derzeitige Säge wurde 1943 neu erbaut und mit einem Venezianer-Gatter ausgerüstet und mit einer selbstgebauten Druckturbine betrieben. Die Industrialisierung und die Konkurrenz durch die fabriksmäßige Produktion erforderte eine Umstellung auf das Kunstschmiede-Handwerk. Die alte Schmiede und Säge bleiben als Handwerksmuseum den nächsten Generationen erhalten.
Die Schmiedkeusche hat eine für St. Oswald atypische Bauform, da sie kein Ringhof ist, sondern als Einhofanlage angelegt wurde, wie sie im Katsch- und Liesertal verbreitet war. Rauchstubenwohnung mit Speicher, Hofraum, Viehställe, Scheune und Dreschtenne sind in dieser Keusche unter einem Dachfirst zusammengefasst.

### Höfe: Gföll-Keusche, Gatterer-Ringhof, Leiter-Hube
In der Gföll-Keusche oberhalb der Schmiede, die 1967 zur Gänze abbrannte, war die erste Schule in St. Oswald untergebracht. Keuschen waren mit ihrem kleinen Grundbesitz allein nicht lebensfähig, und auf ein Nebeneinkommen durch die Ausübung verschiedener Gewerbe wie Weber, Schneider oder Schuster angewiesen. Auf der Gföll-Keusche bestand im 17. und 18. Jahrhundert das Schusterhandwerk. Unweit des Gebäudes befindet sich eine kleine Hauskapelle, die 1899 in Dankbarkeit für die Erlösung von schwerer Krankheit errichtet wurde. Auf der linken Seite über der Schmiede steht auf einem Hochplateau ein prototypischer Ringhof, der Gatterer-Hof. Der steile Abhang unter dem Hof hat den Namen „Haurain“. Er wurde mit Hauen umgegraben, da das Pflügen nicht möglich war. Sowohl beim Gatterer-Hof als auch beim weiter oben liegenden Aufegger-Hof wurden Futterschneid- und Dreschmaschinen mit Wasserkraft angetrieben. Die dafür notwendigen Wasserräder befanden sich in einer Entfernung von bis zu 300 Meter Luftlinie am St. Oswalder Bach und waren über hölzerne Umlenkräder mit langen Stahlseilen mit den Maschinen verbunden.
Über dem Gatterer-Hof liegt eines der schönsten Oswalder Bauernhäuser, das schon teilweise verfallene Leiter-Haus mit einem Getreidekasten. Im Millstätter Urbar von 1470 wird ein „Jörig untter der Leitten“ als erster Besitzer des Hofes erwähnt. Viele Jahre war der Hof im Besitze der Familie Staber, die ihn als Zuhube des Laggerhofs am Millstätter See bewirtschafteten. Dieser Hof war ursprünglich die einzige Hube in St. Oswald. Die anderen Höfe, wie Aufegger, Gatterer, Hinteregger, Egarter, Gasser, Hofer, Obkircher, Bodner (früher Franz), Schneeweiß (früher Moser) und Grubenbauer, die schon vor 1470 bestanden, waren sogenannte Schwaigen. Nur auf „Hüben“ wurde neben der Viehzucht auch Ackerbau betrieben. Das Oswalder Tal wurde ursprünglich von oben beginnend gerodet. Aufgrund der sonnigen Lage konnte trotz einer Seehöhe von über 1400 Meter hier noch Getreide angebaut werden. In St. Oswald und Staudach wurden laut Urbar von 1470 über 26 bäuerliche Anwesen bewirtschaftet, heute sind es kaum noch zehn. Bis 1848 gehörte fast alle Besitzungen in dieser Gegend zum Kloster Millstatt.

## Kultur
Alljährlich findet in St. Oswald das Sommer Open Air Wenn die Musi spielt statt.